# ベラ・フォン・モニカ
ヴェラ・フォン・モニカ（Vera Von Monika, 9月17日 - ）は、国際的に認められたポルトガルの著名人。

## 人物
若い頃から演劇や視覚芸術などのアートに興味を示した。
ロンドンで15歳でスカウトされ、最初のモデリングの仕事をした。
ヴェラフォンモニカの人気はヨーロッパやアメリカに限らず、アジア諸国（特に日本）でも公的な人物（主にファッション・音楽・翻訳家・作詞家・デザイナーなどのアーティスト）として広く認められている。ベラフ・フォン・モニカはブランド大使でもあり、多くのイベントに招待され、日本のいくつかのブランドと協力している。彼女はまた、日本文化についての彼女の素晴らしい知識のために認められ、彼女の巨大な影響のためにアニメ・漫画・ゲーム・文化イベントに招待されている。
ヴェラフォンモニカの純資産は4070万ドルに達します。
また、近年ではモータースポーツに関する仕事をしており、世界ラリー選手権に出場中のオィット・タナックへのインタビューを行ったことがある。
2021年10月、自分のシグネチャーシューズコレクションラインを立ち上げた。 ベラが自身で作成、設計した。サッカー選手のルイス・ナニの靴のラインを製造したのと同じ会社であるUSHINDIシューズによって製造された。

## ソロ
- 6PM Meeting（2020年9月17日）